# 平經盛
平經盛（1124年（天治元年）—1185年4月25日（文治元年3月24日））是日本平安時代末期平家一門的武將。他是平忠盛的第三子，母親是源信雅的女兒。他也是平清盛的同父異母弟。
曾在保元之亂中跟隨兄長平清盛，支持後白河天皇。平治之亂中同平清盛一起起兵勤王，前往追捕逃入仁和寺的謀反主謀藤原信賴。雖然經盛有功績，但是由於母親的身份不夠高，因此沒有異母弟教盛和賴盛官位高。平經盛在政壇上默默無聞，僅僅擔任正三位太皇太后宮大夫（後昇任太皇太后宮權大夫）的職務。
但是在另一方面，平經盛繼承了父親忠盛的藝術家氣質，精於和歌，善於吹笛。他在當時和歌的歌壇非常活躍。經盛曾參加守覺法親王舉辦的仁和寺歌會和二條天皇舉辦的內裏歌會等多個歌會並吟誦和歌，頗受歡迎。同時他通過太皇太后藤原多子這層關係，同歌壇的中心人物德大寺家的實定、實家（藤原多子的兄弟），女流歌人小侍從（多子的女房），六條藤家的藤原清輔（同出仕於太皇太后宮中）、重家兄弟來往密切。《千載和歌集》中收錄其和歌一首，但由於平家在政治上失勢的緣故，被署名為「作者不詳」（よみ人しらず）。各敕撰和歌集收錄其12首，另外他還有家集一部《經盛集》。其幼子平敦盛亦以善於吹笛而著名。
壽永2年（1183年）7月隨平家一門西走。元曆元年（1184年）2月，其子經正、經俊、敦盛皆歿於一之谷之戰。
元曆2年（1185年）3月，平家在壇之浦之戰中戰敗，經盛同弟弟平教盛一起跳海身亡，享年62歲。葬於「七盛塚」，位於今山口縣下關市的赤間神宮內。